# 航空服務研究中心

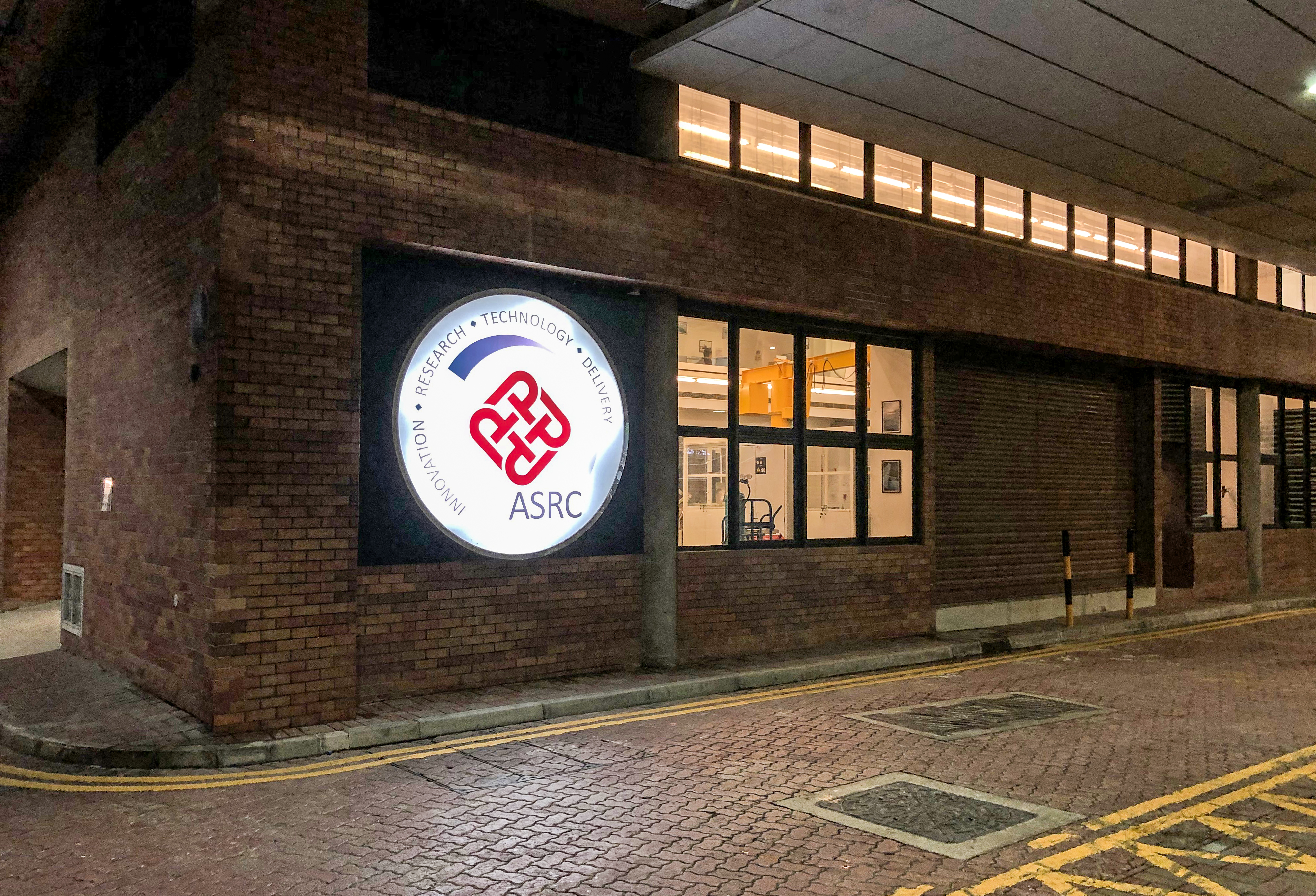
航空服务研究中心

航空服務研究中心（英語：Aviation Services Research Centre）為美國波音公司與香港理工大學合作，及與香港飛機工程有限公司等達成協議後，計劃分別在香港九龍紅磡及中國大陸廣東珠海設立的航空服務研究中心，樓面面積分別為逾10,000平方呎及60,000平方呎。雙方於2012年11月10日及13日正式簽署合作備忘錄，落實未來推動計劃。航空服務研究中心第一期於2013年11月13日揭幕，第二期及第三期預算分別於2015年及2016年揭幕。
航空服務研究中心除了作為發展應用研究外，亦會作為培育訓練人才用途，由波音公司派遣人員來到香港提供專業培育訓練；而香港理工大學亦有意於將來舉辦與航空有關係的課程，包括開設飛行工程的資助學位課程，及相關的碩士和博士研究課程。航空服務研究中心除了波音公司人員，亦有香港理工大學機械工程學學系的部分教授和研究人員，中心亦會額外聘請科技研究人員，預計總人數約為100人。

## 選取與香港理工大學合作的原因
波音公司指出，人員曾經尋訪世界各地的大學，最後考慮與香港理工大學合作的主要原因為後者的科技研究能力。根據紀錄，香港理工大學工業中心一直從事航空和與航天科技相關的研究，解決過不少工程業界的極端難題，一直與香港飛機維修公司合作進行科技研究及提供研究服務，又曾經協助俄羅斯聯邦航天局研究開發第一代太空鉗、為歐洲太空總署製造岩芯取樣器，而且近年持續地參與中國探月工程，波音公司認為香港理工大學的科技研究能力很有條件成為科技研究中心。

## 歷史
香港為國際航空樞紐，以香港國際機場為行程站的飛行路線愈來愈多，於香港國際機場駐守的飛機隊伍和航空交通流量均有所增加，令到飛機維修的需求上升。為此，全球最大的飛機製造商家波音公司於2011年3月開始與香港理工大學商量討論，先後6次派遣人員實地考察香港理工大學，最終決定落戶香港理工大學；另外與珠海的合作，則是將會加強香港及中國大陸兩地的互相補充。波音公司其後於2012年公布及落實將會與香港理工大學合作，分別在香港理工大學校園及廣東珠海設立航空服務研究中心。所有細節於2013年2月傾妥，最早於2016年後完全竣工。
2012年11月10日，香港理工大學與波音公司簽署合作備忘錄，為興建香港首間航空服務研究中心鋪路，財政司司長曾俊華出席典禮。
2013年11月13日，航空服務研究中心第一期揭幕。香港理工大學工業中心高級工程師衞漢華博士指出，香港理工大學工程學院計劃於下學年度開辦香港首個民航工程學（榮譽）工學士課程，預計首年招收學生20名。

## 會員
航空服務研究中心將會以波音公司為首的董事會管理，以會員制度的商業方式營運。至2012年11月11日，航空服務研究中心招攬了香港3家飛機維修公司為會員，包括中國飛機服務、香港飛機工程及香港航空發動機維修服務，而波音公司亦是當然會員之一。預計航空服務研究中心投入服務後，會員將會增加至10家。

## 財政
香港政府對於設立航空服務研究中心深表支持，創新科技基金有撥款予支持。此外，香港理工大學將會向創新科技基金申請配對資助，期望可以籌集1億港元資金。
航空服務研究中心將會邀請全球飛機製造商家加入成為會員，並且需要每年繳交會藉費用。會員制度設有兩種，一是成為董事會成員，繳付的會籍費用比較高，惟可以決定來年的研究項目，並且有權力進行個人化研究；另外一種是會籍費用金額比較少，但是無決策項目的權力。
航空服務研究中心估計每年的營運費用為5,000萬至6,000萬港元。2013年，航空服務研究中心獲得創新科技署批出轄下的基金1,944萬港元撥款，以資助13項研究，包括雷射投影鑽孔模板與自動化機械鑽孔及航空組件機械式翻新兩項研究項目。前者是透過雷射科技取代人手描繪飛機外殼組件，使到原本需時兩日的工序大幅度縮減至兩小時。航空組件機械式翻新研究則為研究翻新飛機組件的方法，利用最新的科技以多軸式運作，及以全球首個自動移除渦輪封環壞件方法，以減低維修成本。航空服務研究中心冀望於一年半後將技術試用在實際維修上。

## 效益
向來重視技術保護的波音公司今次決定落戶香港設立航空服務研究中心，香港政府認為是一大突破，有幫助於香港發展成為國際飛機維修中心，亦會增加香港的高增值職位。世界各地，特別是亞太區的航空公司不斷擴充機隊，航空交通流量上升，飛機抵達機場後，即使停留時間短暫，亦必須接受過境檢查以確保其運作安全，定期檢查和維修更是不可或缺。飛機維修人員擔當極其重要的角色，持有牌照的飛機工程師則負責簽署適航文件。香港現時沒有與飛機維修工程相關的學位，只有職業訓練局和香港專業教育學院等職業導向學校有提供飛機維修工程高級文憑課程，但是部分大學的機械工程學系有教授相關課程，例如香港理工大學航空學專題學科及香港大學的航空工程。
香港理工大學機械工程學系教授劉建德指出，香港的飛機維修水平是世界首屈一指，人才需求亦大，若果合作成事，有幫助於培育訓練更多既有深厚理論基礎，同時熟悉實際飛機維修事技術的高水準專業人士，有利益於行業發展；劉建德指出，飛機維修行業非常缺人，除了一般維修技術工人之外，業界亦需要通曉飛機製造和設計的專業人士，即是懂得親身檢查及維修事務，又對製造飛機的物料、引擎甚至是人體力學等知識有透徹了解的專業人士。他期望維機維修工程研究中心成立後，可以培育訓練更多人才投身飛機維修工程行業，促進整個行業蓬勃發展，同時令到香港進一步發展成為國際飛機維修中心。劉建德表示，香港是國際航空樞紐，每日經過香港國際機場飛往中國大陸及外國的航班不計其數，因而長久以來累積了極多的飛機維修經驗；而且香港背靠中國，中國大陸近年亦開始研究自行生產飛機，故此對人才需求甚殷，相信是波音公司在香港設立航空服務研究中心的原因。
香港工程師學會航空分部代表詹永年認為，香港的飛機維修業界發展成熟，以專門為商用飛機進行維修工程的香港飛機工程有限公司為例子，其維修數量是世界首三位，6成生意均來自海外公司，香港絕對有條件成為國際飛機維修中心。他指出，航空服務研究中心成立後，研究成果可以立即應用於香港航空公司的飛機隊伍中，學生及從事飛機維修的人員均可以學以致用，從而培育訓練更多相關的專業人士，及擴展業界的生意版圖。